# Guriasz (Ochotin)
Guriasz, imię świeckie: Nikołaj Wasiljewicz Ochotin (ur. 14 października?/26 października 1828 w Urusowie, zm. 17 lutego?/1 marca 1912 w Nowogrodzie) – rosyjski biskup prawosławny.

## Życiorys
Był synem cerkiewnego psalmisty. Ukończył seminarium duchowne w Symbirsku, a następnie w 1853 Petersburską Akademię Duchowną, gdzie uzyskał tytuł kandydata nauk teologicznych za pracę poświęconą dziejom Patriarchatu Aleksandryjskiego do czasów Atanazego Wielkiego. W latach 1853–1856 był wykładowcą historii Cerkwi w seminarium duchownym w Nowogrodzie Wielkim, następnie pracował w seminarium duchownym w Symbirsku, gdzie od 1856 był inspektorem i wykładowcą psychologii, logiki i patrologii. W 1874 został rektorem tejże szkoły. W tym samym roku, 10 kwietnia, został wyświęcony na kapłana jako celibatariusz przez biskupa symbirskiego Eugeniusza, zaś po czterech dniach otrzymał godność protoprezbitera. Obowiązki rektora łączył z pracą wykładowcy Pisma Świętego i filozofii. Przyczynił się do podniesienia poziomu naukowego seminarium w Symbirsku. Od 1884 był również przewodniczącym eparchialnej rady ds. szkół i brał udział w organizacji sieci nowych szkół parafialnych.
2 grudnia 1889 złożył wieczyste śluby mnisze przed biskupem symbirskim Warsonofiuszem. 21 stycznia roku następnego został wyświęcony na biskupa smoleńskiego i dorogobuskiego. Ceremonii, która odbyła się w petersburskiej Ławrze Aleksandra Newskiego, przewodniczył metropolita nowogrodzki, petersburski i fiński Izydor. Po sześciu latach biskup Guriasz na własne życzenie odszedł z urzędu i został członkiem Świątobliwego Synodu Rządzącego oraz przewodniczącym rady ds. szkół. Dzięki jego działalności w znaczący sposób wzrósł poziom nauczania w szkołach cerkiewnych, biskup Guriasz doprowadził również do podniesienia nakładów państwowych na finansowanie szkół. Opracował również nowy program nauczania dwuklasowych szkół, opublikowany w 1902.
W 1900 objął katedrę nowogrodzką i staroruską. Nadal zasiadał w Synodzie i od 1904 był jego członkiem stałym. W 1903 reaktywował Monaster Terapontowski, sprowadzając do niego wspólnotę mniszek i przekazując z prywatnych funduszy 5 tys. na jego remont. Sfinansował także renowację staroruskiej cerkwi Przemienienia Pańskiego nad Nieriedicą. W czasie rewolucji 1905 roku sprzeciwił się zaangażowaniu politycznemu duchowieństwa, zaś ihumena Arseniusza (Aleksiejewa), jednego z liderów skrajnie prawicowego Związku Narodu Rosyjskiego, usunął z eparchii. W 1910 odszedł z urzędu biskupa nowogrodzkiego, zachowując stałe członkostwo w Synodzie i prawo zamieszkiwania w pałacu biskupim w Nowogrodzie.
Zmarł dwa lata później i został pochowany w soborze Mądrości Bożej w Nowogrodzie.